# Internazionali di Francia 1930
Gli Internazionali di Francia 1930 (conosciuti oggi come Open di Francia o Roland Garros) sono stati la 35ª edizione degli Internazionali di Francia di tennis. Si sono svolti sui campi in terra rossa dello Stade Roland Garros di Parigi in Francia.
Il singolare maschile è stato vinto da Henri Cochet, che si è imposto su Bill Tilden in quattro set col punteggio di 3–6, 8–6, 6–3, 6–1. Il singolare femminile è stato vinto da Helen Wills Moody, che ha battuto in due set Helen Jacobs. Nel doppio maschile si sono imposti Henri Cochet e Jacques Brugnon. Nel doppio femminile hanno trionfato Helen Wills Moody e Elizabeth Ryan. Nel doppio misto la vittoria è andata a Cilly Aussem in coppia con Bill Tilden.

## Seniors

### Singolare maschile
Henri Cochet ha battuto in finale  Bill Tilden con il punteggio di 3–6, 8–6, 6–3, 6–1.

### Singolare femminile
Helen Wills Moody ha battuto in finale  Helen Jacobs con il punteggio di 6–2, 6–1.

### Doppio maschile
Henri Cochet /  Jacques Brugnon hanno battuto in finale  Harry Hopman /  Jim Willard con il punteggio di 6–3, 9–7, 6–3.

### Doppio Femminile
Helen Wills Moody /  Elizabeth Ryan hanno battuto in finale  Simone Barbier /  Simonne Mathieu con il punteggio di 6–3, 6–1.

### Doppio Misto
Cilly Aussem /  Bill Tilden hanno battuto in finale  Eileen Bennett Whittingstall /  Henri Cochet con il punteggio di 6–4, 6–4.